# Inga Lindström: Schmetterlinge im Bauch
Schmetterlinge im Bauch ist ein deutscher Fernsehfilm von Stefanie Sycholt aus dem Jahr 2022. Er ist Bestandteil des ZDF-Herzkino-Sonntagsfilms und der 93. Film der Inga-Lindström-Reihe nach der gleichnamigen Erzählung von Christiane Sadlo. Die Hauptrollen sind mit Sinja Dieks, Max Woelky und Maxine Kazis besetzt.

## Handlung
Es mutet etwas skurril an, als Liv mit der Fähre auf eine andere Insel will, denn an Bord ist auch Love und sein Cousin Karl, die die Urne von König Gustav – dem Hund ihres Großvaters – dabei haben. Sie haben den Auftrag, sie auf See zu bestatten, zu einer genau vorgegebenen Zeit an einem genau vorgegebenen Ort. Danach hilft Love Liv auf der Insel noch, die Fallen aufzustellen, mit denen sie nachweisen will, dass es Tigermücken in Schweden gegeben hat. Sie studiert nämlich Insektenkunde an der Universität von Linköping. In der Forschungsstation trifft sie auf Professor Sandberger, der ihr eröffnet, dass eine Doktorandenstelle an seinem Institut für sie geschaffen wurde. Dies bedeutet aber, dass sie ihre Masterarbeit in drei Wochen fertig haben muss.
Livs etwas chaotische Schwester Smilla arbeitet in einem Café, verliert aber ihre Stelle, weil sie zum wiederholten Male verschlafen hat und deshalb zu spät zur Arbeit erschien. Love und Karl erhalten von der Anwältin ihres Großvaters zwei Aufgaben, die sie innerhalb von zwei Wochen erfüllen müssen, um das Erbe zu erhalten. Liv besucht ihre Tante Inga im Pflegeheim, sie ist seit der Geburt behindert und lebt in der Vergangenheit. Als Love bei Liv vorbeigeht, um ihr von seinem Auftrag zu erzählen, platzt Smilla herein und bringt alles durcheinander. Während Liv mit ihm über die Schmetterlingssammlung seines Großvaters diskutieren will, flirtet Smilla unverhohlen mit ihm. Love zeigt ihnen am nächsten Tag die Schätze, Liv merkt an, dass sein Großvater illegal Schmetterlinge gezüchtet hat. Love sieht dies anders, er ist der Meinung, er habe aussterbende Arten gerettet. Liv ist aber der Ansicht, sie könne ihm nicht helfen. Als sie nach Hause zurückkehren, wartet schon Per, der Freund von Liv, auf sie. Er hat eine Überraschung für sie, er will ihr einen Heiratsantrag machen. Auf Drängen ihrer Schwester sagt sie ja.
Karl will das Haus seines Großvaters verkaufen, damit er seine Aufgabe erfüllen kann, Love hat da gar keine Freude daran. Das Ganze artet in eine Rangelei aus. Smilla will Love besuchen und gibt sich vor Karl als Schmetterlingsforscherin aus. Da sie ihn nicht antrifft, geht sie wieder, verliert dabei aber den Verlobungsring von Liv, den sie dabei hatte. Love besucht währenddessen Liv um sie davon zu überzeugen, zusammen mit ihm das Haus zu übernehmen. Am Abend hat Smilla gekocht und will, dass Liv Per besucht, damit sie mit Love alleine ist. Dabei stellt Liv fest, dass Smilla ihren Ring verloren hat. Liv geht noch an die Uni, um Unterlagen zu holen; dabei begegnet sie ihrem Professor, der über den Zwischenstand ihrer Arbeit gar nicht erfreut ist. Smilla versucht, sich Love zu nähern; er lässt sie aber abblitzen.
Als Liv am nächsten Morgen zurückkehrt, findet sie Love in ihrem Bett. Er hat definitiv zu viel getrunken, ist sich aber sicher, dass sonst nichts passiert ist. Sicherheitshalber fragt er aber Smilla, die eigenartig reagiert. Liv interessiert sich für die Schmetterlingspuppen von Loves Opa, er erzählt ihr, dass er sie aus dem Ausland mitgebracht hat. Sie hat Exemplare gefunden, die in Schweden schon länger ausgestorben sind. Smilla behauptet Liv gegenüber, sie hätte eine tolle Nacht gehabt, was Liv ziemlich verstört. Karl und Love haben einen Termin bei der Anwältin, während Karl seine Aufgabe bereits erfüllt hat, ist Love noch nicht so weit. Darüber geraten sich die beiden wieder in die Haare. Karl gibt Love den Ring von Liv, er hat ihn gefunden und meint, er gehöre Smilla.
Smilla besucht das Grab ihrer Eltern und begegnet dort ihrer Tante Inga, die sie bisher nicht gekannt hat. Love bringt Liv den Ring zurück, sie solle ihn Smilla geben. Liv erklärt ihm, dass es ihr Verlobungsring ist. Smilla will von Liv wissen, ob sie gewusst hat, dass sie eine Tante haben, Liv bejaht. Das bringt Smilla so in Rage, dass sie davonläuft. Love tröstet Liv und küsst sie. Smilla entschließt sich, zu Tante Inga zu ziehen. Per kommt vorbei um den Schwestern mitzuteilen, dass er eine Ausbildungsstelle für Smilla als Krankenpflegerin hätte. Sie will aber nichts davon wissen.
Love will von Liv wissen, weshalb sie sich trotz allem so für ihre Schwester einsetzt. Sie erklärt ihm, was in ihrer Kindheit alles passiert ist und dass sie sich für Smilla verantwortlich fühlt. Dabei erfährt er auch, dass Smilla dafür verantwortlich ist, dass Liv und Per sich gefunden haben, weil sie sie auf einem Dating-Portal angemeldet hat. Liv findet am See die Urne, die angeschwemmt wurde und bringt sie zurück. Love geht zu Liv in die Forschungsstation. Sie kommen sich näher und schlafen miteinander. Smilla taucht auf und findet die beiden im Bett. Sie macht ihnen eine Szene. Professor Sandberger kommt auch noch vorbei und verlangt von Liv, dass sie endlich den Rest ihrer Masterarbeit einreicht. Als dann auch Karl und die Anwältin kommen, eskaliert die Situation. Liv verliert ihren Job an der Uni und Karl ist enttäuscht von Love, weil er falsche Versprechungen gemacht hat. Liv kehrt zu Per zurück.
Love gibt auf und sagt Karl, dass er über das Erbe ihres Opas verfügen kann. Er mag nicht mehr kämpfen. Smilla hat eine Stelle im Pflegeheim gefunden und freut sich darüber, dass Karl auch da ist. Liv diskutiert mit Per darüber, dass sie immer alles für die Anderen gemacht hat und nie für sich selbst geschaut hat, deshalb macht sie Schluss mit ihm. Sie geht an die Uni zu Professor Sandberger und verlangt eine zweite Chance. Sie will ein neues Thema bearbeiten und er willigt ein. Danach besucht sie ihre Tante und bringt ihr das Tagebuch ihrer Mutter, das beweist, dass sie ihre Schwester geliebt hat. Liv geht auf den Friedhof und trifft dort Smilla, die ihr gesteht, dass sie sich in Karl verliebt hat. Die Schwestern verzeihen sich gegenseitig ihre Verfehlungen und versöhnen sich. Liv geht zu Love um ihm zu sagen, dass sie die Arbeit seines Großvaters weiterführen will und dass sie sich in ihn verliebt hat.

## Hintergrund
Schmetterlinge im Bauch wurde vom 2. Juni bis zum 2. September 2021 an Schauplätzen in Schweden gedreht. Produziert wurde der Film von der Bavaria Fiction GmbH.

## Rezeption

### Einschaltquote
Die Erstausstrahlung am 16. Januar 2022 im ZDF wurde von 4,18 Millionen Zuschauern gesehen, was einem Marktanteil von 12,1 % entspricht.

### Kritiken
Die Kritiker der Fernsehzeitschrift TV Spielfilm zeigten mit dem Daumen geradeaus und fassten den Film mit den Worten „Viel Geflatter um nichts. Lahmes Dramödchen“ kurz zusammen.
Tilmann P. Gangloff von Tittelbach.tv meinte dazu „Dreiecksgeschichten sind sonntags im ZDF quasi die Regel, weil ständig Frauen zwischen zwei Männern hin und her gerissen sind. Das ist in der Lindström-Romanze „Schmetterlinge im Bauch“ zwar nicht anders, aber diesmal verlieben sich zudem zwei Frauen in denselben Mann.“ und „Sehenswert ist der Film vor allem wegen der beiden Hauptdarstellerinnen; neben Sinja Dieks wirbelt Maxine Kazis in ihrer ersten großen Fernsehfilmrolle geradezu wie ein Kistenteufel durch die Handlung. Dagegen müssen die Männer geradezu verblassen.“